# 이여송
이여송(李如松, 1549년 ~ 1598년)은 명나라 말기의 장수로 임진왜란 때 파견된 명나라 장군의 한사람으로 요동(遼東) 철령위(鐵嶺衛) 출생이다. 조선계이며 본관은 성주 이씨라고 전한다. 후일에 농서 이씨(隴西李氏)의 시조가 되었다.

## 생애

### 임진왜란 이전
명나라로 귀화한 조선인 출신의 명나라 요동총병관(遼東總兵官) 이성량(李成梁)의 아들로서 이영(李英)의 5대손이다.
이영은 이천년(李千年, 이조년의 친형)의 아들 이승경(李承慶)이 원나라에서 벼슬한 까닭으로 이영이 원나라에 정착해 명이 세워진 후에도 대대로 살게 되었다.
이여송의 계보는 대략 다음과 같다.
이장경-이천년-이승경-이영-이문빈-이춘미-이경-이성량-이여송
이여송은 닝샤(영하:寧夏)에서 발배(틋拜)의 난이 일어났을 때 동정제독(東征提督)으로서 이를 평정하여 장수로서의 명성을 높였다.
상당한 덕장이었는데 부하 장수인 이유승이 군법을 어기고 기생과 연애를 하고 있었음에도 참수를 하지 않고 용서해줬으며 그 이후 이유승이 그 기생과 결혼할 수 있도록 많이 도와줬다.

### 임진왜란
1592년 조선에서 임진왜란이 일어나자 간쑤성(甘肅省) 닝샤(寧夏)에서 반란을 평정하고 명나라의 제2차 원군으로 방해어왜총병관(防海禦倭總兵官)으로 부하 천만리(千萬里), 이여백(李如柏), 추수경(秋水鏡) 등과 4만 3천의 병력을 이끌고 압록강을 건너 조선에 들어왔다. 그러나 이여송은 조선의 보급 문제로 인해 군마를 잃은 뒤 일본의 침략으로부터 조선을 도와주러 왔다는 원군을 제대로 돕지 못했다며 갖가지 횡포를 자행하면서 정작 일본군과 싸울 생각은 하지 않았다. 이런 태도에 분개한 류성룡(柳成龍)과 이항복(李恒福), 이덕형(李德馨)은 이여송에게 트집을 잡아 제대로 싸울 것을 재촉하였다.
1593년 1월 드디어 남하하여 류성룡 등이 이끈 조선 군과 합세하여 일본 군을 대파하여 평양을 탈환(제4차 평양성 전투)하였다. 평양을 탈환하고 그 길로 남진하여 한양으로 향하던 도중 벽제관(碧蹄館) 전투에서 매복한 고바야카와 다카카게(小早川隆景)의 정예병에게 기습 공격을 당해 패한 후로는 기세가 꺾여 더 이상의 진격을 중지하고 후퇴하여 평양성을 거점으로 화의 교섭 위주의 소극적인 활동을 하다가 그 해 말에 철군하였다. 이때 조선 측에서 재차 공격을 하라고 했으나 이여송은 무시하며 듣지 않았다.

### 최후
1597년 요동총병관이 되었으며 1598년 정유재란이 종결되자 토만(土蠻)이 이끄는 타타르와의 전투에 임하지만 전투 도중 붙잡혀 처형되었다.
한편, 이여송은 조선에 주둔 중일 때 한 무명(無名)의 조선 여인을 통해 아들을 낳았는데 현재 경상남도 거제시에 그 후손들이 살고 있다고 한다. 사후 무속의 신의 한사람으로 숭배되었다. 그러나 그에게 원한을 품은 조선인들은 그가 조선인 장군들에게 속수무책으로 당한다는 신화를 만들어내기도 했다.
정조실록에 따르면 지중추부사 구선복이 상소하여 이여송과 정운의 후손을 등용할 것을 청했다 한다.
임진란 이후 나라를 재건할 수 있었던 것은 전적으로 명(明)나라의 제독(提督) 이여송(李如松)이 평양(平壤)을 탈환한 공 덕분이었습니다. 그런데 명나라가 망하자 제독의 자손들이 몸을 빼내 우리나라로 왔습니다. 요즘 그의 자손들이 더러는 무예로 거용되기도 하는데, 세상에서 그들을 대하는 것은 오히려 향곡(鄕曲)에서 과거에 급제한 이보다 못합니다. 신은 이여송과 정운의 자손 중에서 쓸 만한 이를 뽑아 등용해야 한다고 생각합니다.

## 관련 작품

### 드라마
- 《임진왜란》(MBC, 1985년~1986년, 배우:신국)
- 《불멸의 이순신》(KBS, 2004년~2005년, 배우:김태영)
- 《왕의 얼굴》(KBS, 2015년, 배우:권태원)
- 《징비록》(KBS, 2015년, 배우:정흥채)
- 《임진왜란 1592》(KBS, 2016년, 배우:제지)

## 같이 보기
- 임진왜란
- 류성룡
- 이성중
- 이성량
- 진린
- 양원